# Janusz Brochwicz-Lewiński
Janusz Brochwicz-Lewiński, pseudonim „Gryf” (ur. 17 września 1920 w Wołkowysku, zm. 5 stycznia 2017 w Warszawie) – polski żołnierz, tłumacz i działacz kombatancki, generał brygady Wojska Polskiego, oficer Armii Krajowej, weteran kampanii wrześniowej, powstaniec warszawski, żołnierz batalionu AK „Parasol”, następnie wojsk lądowych Brytyjskich Sił Zbrojnych oraz Secret Intelligence Service. Pośmiertnie mianowany generałem dywizji Wojska Polskiego.

## Życiorys

### Młodość
Pochodził z ziemiańskiej rodziny o tradycjach wojskowych. Syn Stanisława i Jadwigi z domu Piechocińskiej. Jego ojciec był oficerem rezerwy WP, wykładowcą Uniwersytetu Jagiellońskiego oraz Uniwersytetu Stefana Batorego. W 1938, po ukończeniu nauki w liceum w Wołkowysku, rozpoczął służbę wojskową. Ukończył Dywizyjny Kurs Podchorążych Rezerwy 29 DP przy 76 Lidzkim pułku piechoty w Grodnie, a w maju 1939 rozpoczął praktykę w 76 Lidzkim pułku piechoty w Grodnie. W stopniu kaprala podchorążego walczył w kampanii wrześniowej. Po agresji ZSRR na Polskę dostał się do niewoli radzieckiej, z której uciekł w czasie transportu. Ucieczka uratowała mu życie, ponieważ wcześniej za aktywny udział w bitwie z oddziałami Armii Czerwonej został skazany przez NKWD na śmierć. Wędrując pieszo na zachód, przedostał się do Generalnego Gubernatorstwa.

### Działalność konspiracyjna
Brał udział w konspiracji ZWZ-AK. Od 1940 roku do 1942 roku pracował w Puławach na stanowisku administracyjnym, będąc jednocześnie pracownikiem polskiego wywiadu. Zdekonspirowany, przedostał się do Lublina i Janowa Lubelskiego i do stycznia 1944 roku działał jako dowódca jednego z oddziałów partyzanckich na Lubelszczyźnie. W tym czasie uzyskał od Niemców przydomek „Rycerski Dowódca” – atakowane przez niego konwoje niemieckie były ogołacane z broni i wyposażenia i puszczane wolno. Na rozkaz dowódcy okręgu warszawskiego przeniósł się do batalionu do zadań specjalnych AK „Parasol”, gdzie był instruktorem wyszkolenia w konspiracyjnej podchorążówce.

### Powstanie warszawskie
W powstaniu warszawskim, walcząc w batalionie „Parasol”, do 5 sierpnia dowodził obroną pałacyku Michla na Woli, za co został odznaczony Krzyżem Srebrnym Orderu Wojennego Virtuti Militari. W czasie obrony powstała słynna powstańcza piosenka Pałacyk Michla. Dzięki jego niesłychanej odwadze oraz wybitnemu talentowi dowódczemu załoga pałacu czterokrotnie odpierała silne natarcia niemieckie wspierane jednostkami pancernymi. Podczas piątego ataku kpt. Adam Borys, ps. „Pług” wydał mu rozkaz odwrotu. Znany jest również z akcji na aptekę Wendego, z której udało mu się wydobyć niedostępne dla Polaków lekarstwa i środki znieczulające, pomimo potężnych sił niemieckich stacjonujących w pobliżu apteki. W toku dalszych działań 8 sierpnia został ciężko ranny w szczękę podczas walk na terenie Cmentarza Ewangelickiego na warszawskiej Woli, co wyeliminowało go z dalszych walk. Po kapitulacji powstania znalazł się w obozie przejściowym Lamsdorf (Łambinowice), a następnie w obozie jenieckim Murnau. Po wyzwoleniu obozu przez Amerykanów (1945) trafił do szpitala, w którym przebywał do lutego 1946 roku.

### Służba w British Army i MI6
Po zakończeniu II wojny światowej przebywał na emigracji w Wielkiej Brytanii. Wstąpił do armii brytyjskiej i od 1947 do co najmniej 1968 służył w 3. Pułku Huzarów Przybocznych Króla (ang. 3rd The King’s Own Hussars, który to pułk w 1958 po połączeniu z 7th Queen’s Own Hussars otrzymał nazwę Queen’s Own Hussars, czyli Pułk Huzarów Przybocznych Królowej). Działał również, m.in. w Palestynie i Sudanie, jako agent wywiadu w ramach MI6. Po opuszczeniu armii był przez 15 lat kwatermistrzem i oficerem administracyjnym w jednej z angielskich szkół wojskowo-cywilnych. 

### Działalność pozawojskowa
Po przejściu na emeryturę w 1985 roku pracował dorywczo jako tłumacz w ambasadzie brytyjskiej w Bonn i konsulacie brytyjskim w Kolonii. Staraniem Konsulatu Generalnego RP w Kolonii oraz zastępcy Attache Obrony w Niemczech, kpt w st. spocz. Janusz Brochwicz-Lewiński powrócił na stałe do Polski w lipcu 2002 roku, po prawie 50 latach emigracji. Od tego czasu był aktywny w środowisku kombatanckim. W styczniu 2007 roku uczestniczył w akcji billboardowej programu „Patriotyzm Jutra”. Wziął także udział w powstaniu telewizyjnych filmów dokumentalnych „Rycerski stan” i „Pałacyk Michla”.

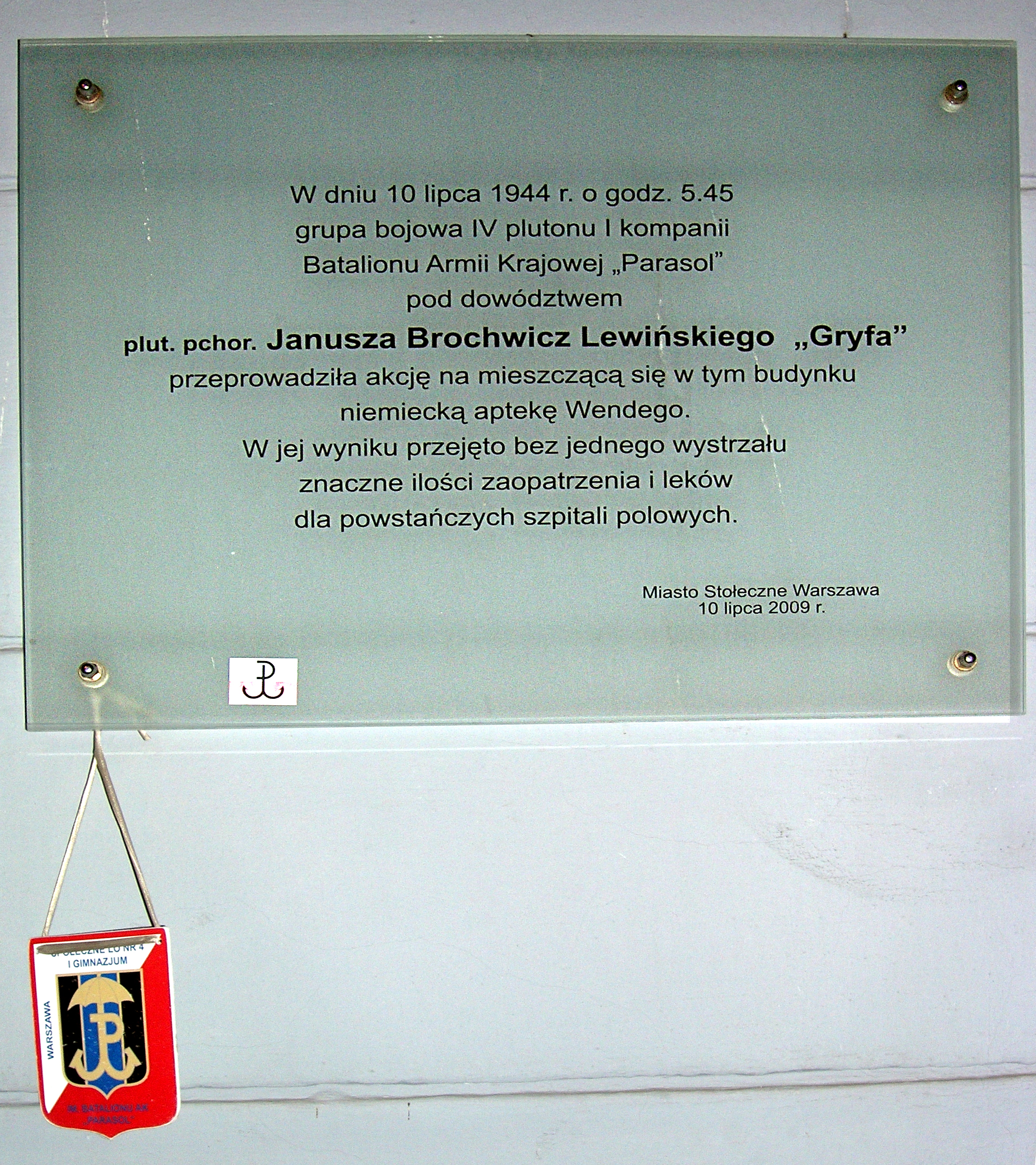
Tablica upamiętniająca akcję grupy bojowej Janusza Brochwicza-Lewińskiego na aptekę Wendego na budynku przy Krakowskim Przedmieściu 55 w Warszawie

24 maja 2007 roku Rada Miasta Stołecznego Warszawy przyznała mu tytuł Honorowego Obywatela. Dyplom odebrał 31 lipca 2007 roku w przeddzień Dnia Pamięci Warszawy.
Jesienią 2007 roku wsparł Prawo i Sprawiedliwość podczas wyborów parlamentarnych, a także zasiadał w Komitecie Honorowego Poparcia tego ugrupowania. Latem 2010 roku, w czasie kampanii prezydenckiej wszedł w skład warszawskiego Społecznego Komitetu Poparcia Jarosława Kaczyńskiego jako kandydata na urząd Prezydenta RP.
Postanowieniem z 24 kwietnia 2008 roku Prezydenta RP Lecha Kaczyńskiego został awansowany do stopnia generała brygady. W latach 2009–2014 członek Kapituły Orderu Wojennego Virtuti Militari. W 2014 zasiadł w Komitecie Honorowym Fundacji „Łączka”, sprawującej opiekę i działalność wspierającą wobec Kwatery na Łączce.

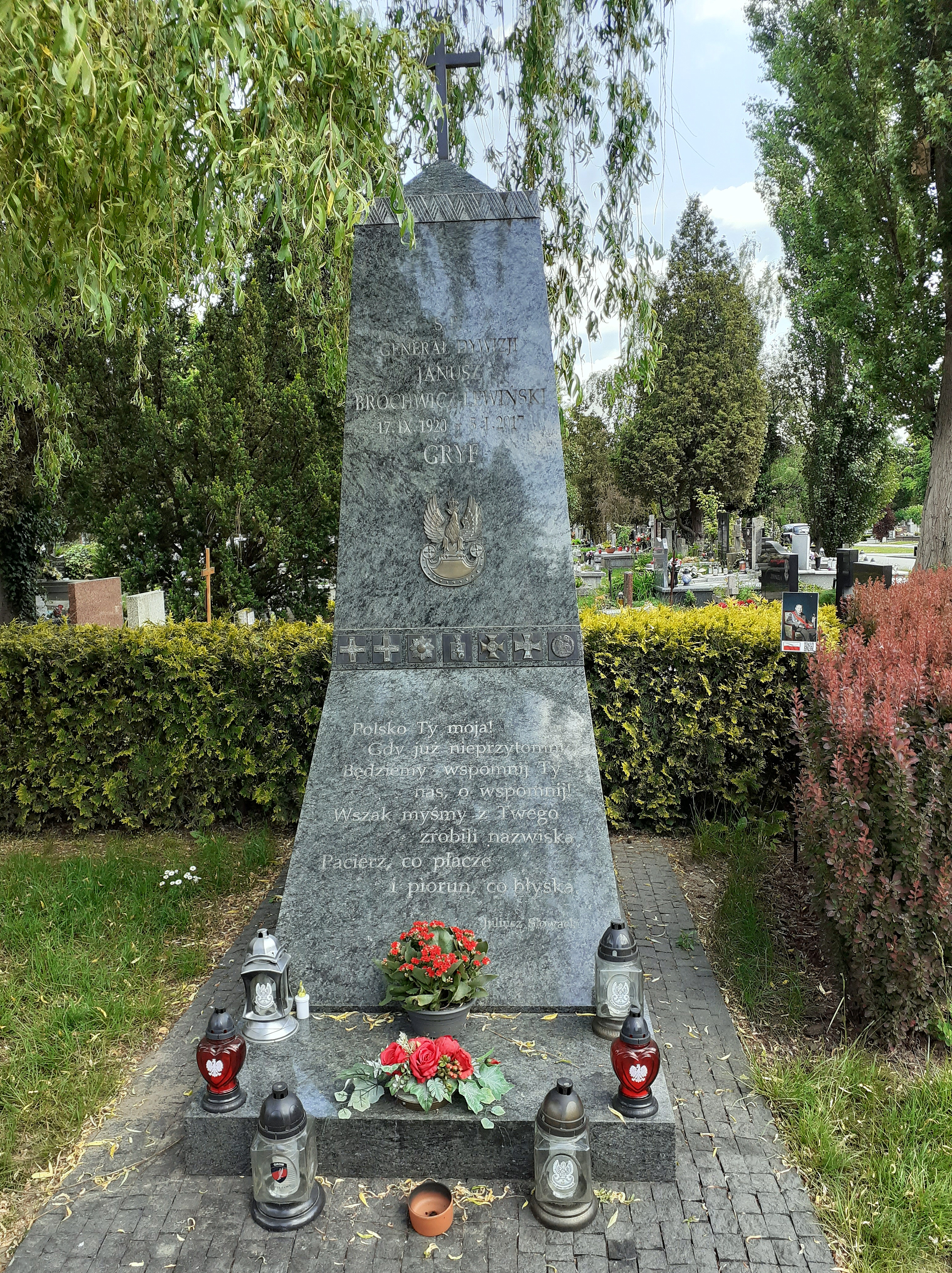
Grób gen. Janusza Brochwicza-Lewińskiego na Cmentarzu Wojskowym na Powązkach w Warszawie

Zmarł 5 stycznia 2017 roku w Warszawie. Postanowieniem z 12 stycznia 2017 roku został mianowany pośmiertnie przez Prezydenta RP Andrzeja Dudę na stopień generała dywizji. Został pochowany 25 stycznia 2017 w Alei Zasłużonych na Wojskowych Powązkach (kwatera FIV-tuje-19).

## Odznaczenia i wyróżnienia
Polskie
- Krzyż Srebrny Orderu Wojennego Virtuti Militari nr 11491[12]
- Krzyż Wielki Orderu Odrodzenia Polski – 2015[13]
- Krzyż Komandorski Orderu Odrodzenia Polski – 2006[14]
- Krzyż Oficerski Orderu Odrodzenia Polski
- Krzyż Walecznych – dwukrotnie (po raz pierwszy w 1946[15])
- Medal Wojska
- Krzyż Partyzancki
- Krzyż Armii Krajowej
- Warszawski Krzyż Powstańczy
- Krzyż Kampanii Wrześniowej
- Złoty Medal „Za zasługi dla obronności kraju”
- Odznaka za Rany i Kontuzje – dwukrotnie
- Medal „Pro Memoria”
- Nagroda Kustosz Pamięci Narodowej (2016)[16]

Brytyjskie
- Medal Imperium Brytyjskiego (1968)[17]
- Medal Wojny 1939–1945
- Medal Służby Ogólnej z okuciem „Palestine 1945–48.”
- Medal za Długoletnią Służbę w Armii i Dobre Zachowanie

## Upamiętnienie
- W 2016 powstała piosenka pt. „Generał Gryf” autorstwa Drużyny Mistrzów[18].
- 68 Pruszczańska Drużyna Harcerska „Nautilus” przyjęła imię Janusza Brochwicza-Lewińskiego, ps. Gryf.